# Olinto Marella
Olinto Marella, né le 4 juin 1882 à Pellestrina (Venise) et mort le 6 septembre 1969 à San Lazzaro di Savena, est un prêtre catholique italien, connu pour son engagement envers les plus pauvres et les enfants démunis. Il est vénéré comme bienheureux par l'Église catholique, et fêté le 6 septembre.

## Biographie

### Débuts de vie sacerdotale
Olinto Marella est né en 1882 dans un village de pêcheurs, près de Chioggia. Son père est médecin et sa mère institutrice. Entré à 14 ans au séminaire pour devenir prêtre, il étudie ensuite à l'Apollinaire de Rome. Là il se lie d'amitié avec Angelo Giuseppe Roncalli, le futur pape Jean XXIII, qui parla toujours de Don Marella comme son très cher ami ».
Ordonné prêtre le 7 décembre 1904 par le cardinal Aristide Cavallari, il est directement appelé à l'enseignement au séminaire de Chioggia. Dans le même temps, il se préoccupe de l'analphabétisation d'une grande partie de la population. Il crée alors la "Récréation Populaire" et une école maternelle. Il applique toutefois un style pastoral peu commun pour l'époque. Soupçonné par certains de ses confrères de modernisme, l'élément qui confirme selon eux cette suspicion advient en 1909, lorsque Don Marella s'affiche publiquement avec le théologien moderniste Romolo Murri. Ils se connaissaient en effet depuis plusieurs années et partageaient des idées communes en matière d'aide aux pauvres et d'engagement social. Don Marella est alors déchargé de ses fonctions, renvoyé du diocèse et interdit d'exercer le ministère sacerdotal.

### Chassé de la prêtrise
Don Marella accueille cette sanction sans réclamer justice, par obéissance à l'Église. Il quitte son diocèse non sans souffrance néanmoins, et commence pour lui une vie d'errance pendant 16 ans. Privé de la prêtrise, il va alors enseigner la philosophie dans diverses villes italiennes. Parmi ses élèves il y eut Indro Montanelli, qui se demanda plus tard : « Comment l'Église n'a t-elle pas pu comprendre ce que moi, athée, j'ai pu comprendre : que c'était un saint. ». Tous ceux qui le côtoyaient était édifiés par sa pédagogie, ses œuvres en faveur des pauvres et sa fidélité à l'Église, qu'il ne critiqua jamais. Devant une telle attitude, le cardinal Mario Nasalli Rocca di Corneliano décide, en 1925, de le réhabiliter et de lui restituer la prêtrise, et l'accueille dans son diocèse de Bologne.

### Œuvres à Bologne
Dès qu'il eut repris son ministère sacerdotal, Don Marella s'occupe de l'accueil des orphelins et de l'éducation religieuse des enfants. Il s'en va dans les périphéries des villes, dans les milieux les plus défavorisés et en 1934, il fonde le "Pieux Groupe d'Assistance religieuse dans les Agglomérations des plus pauvres". Il ouvre la porte à tous ceux qui viennent frapper chez lui, accueille tous ceux qui sont dans la nécessité. Pendant la Seconde Guerre mondiale, il sauve la vie à un groupe de juifs, puis risque l'exécution pour avoir caché chez lui une trentaine de militaires destinés à la déportation. Il sauva aussi un père de famille qui était déjà devant le peloton d'exécution, et une religieuse arrêtée par les nazis.
Après la guerre, il lance la création de la Cité des Enfants. Pour nourrir les enfants qu'il accueille, il va mendier plusieurs heures par jour dans la rue et sur les places de Bologne. Encore une fois, son style est parfois considéré comme excessif par ses confrères. Toutefois, il devient une figure de la ville de Bologne, ses œuvres croissent, et de nombreux volontaires viennent l'aider pour la prise en charge des orphelins et des enfants pauvres. Un second refuge sera créé à San Lazzaro di Savena. Vivant dans une grande austérité, pauvre parmi les pauvres, il continua son apostolat auprès la jeunesse démunie jusqu'à sa mort.
Don Marella fut aussi recherché pour ses conseils spirituels. C'est notamment lui qui accompagna sainte Gianna Beretta Molla dans sa maladie, et eut beaucoup de liens avec la bienheureuse Maria Bolognesi, qui lui envoyait des enfants pauvres et qui venait prendre conseil auprès de lui. Don Marella meurt le 6 septembre 1969. Des centaines de personnes assistent aux funérailles du "saint". Son œuvre continue à Bologne, avec plus de 200 volontaires, qui accueille les drogués, les migrants, les filles mères et les enfants sans ressources.

## Vénération

### Béatification

#### Enquête sur les vertus
La cause pour la béatification et la canonisation d'Olinto Marella débute le 8 septembre 1996 à Bologne. L'enquête diocésaine récoltant les témoignages sur sa vie se clos le 12 janvier 2007, puis envoyée à Rome pour y être étudiée par la Congrégation pour les causes des saints.
Après le rapport positif des différentes commissions sur la sainteté de Don Marella, le pape François procède, le 27 mars 2013, à la reconnaissance de ses vertus héroïques, lui attribuant ainsi le titre de vénérable.

#### Le premier miracle
En 2009 avait également débuté l'enquête médicale sur une guérison dite miraculeuse, attribuée à l'intercession d'Olinto Marella.
À la suite des rapports médicaux concluant à l'absence d'explication scientifique, le 28 novembre 2019, le pape François reconnaît comme authentique ce miracle attribué à l'intercession de Don Marella, et signe le décret permettant sa béatification. Il est solennellement proclamé bienheureux le 4 octobre 2020, au cours d'une messe célébrée sur la Piazza Maggiore par le cardinal Matteo Zuppi.

### Culte
Sa mémoire liturgique est fixée au 6 septembre.